# Your Time Will Come
«Your Time Will Come» — п'ятий та фінальний сингл другого студійного альбому шотландської авторки-виконавиці Емі Макдональд — «A Curious Thing». Сингл вийшов 17 грудня 2010.

## Список композицій
Цифрове завантаження міні-альбому від iTunes
1. "Your Time Will Come" - 4:32'
2. "Your Time Will Come (наживо із Німецьким філармонічним радіо-оркестром)" - 3:38'
3. "Your Time Will Come (музичне відео)" - 3:48'

## Чарти
Сингл не увійшов до жодного чарту. Це перший сингл Макдональд, котрий не зміг увійти до європейських чартів.